# خورديكآباد (مقاطعة اشتهارد)
خورديكآباد (بالفارسية: خوردیک‌آباد) هي قرية تقع في قسم بلنغ آباد الريفي (مقاطعة اشتهارد) في إيران.